# Flenså
Flenså (på tysk Flensau) er et vandløb i det sydlige Flensborg. Åen er i dag størstedels rørført. På en kort strækning ved Vesterallé og igen ved Nicolaiallé kommer åen frem og til sin ret i terrænet. Efter at passere to mindre damme, munder åen i Skærbæk, hvis nedre del kaldes også for Møllestrøm. Skærbækken/Møllestrømmen udmunder efter få km i Flensborg Fjord.
Måske er bynavnet Flensborgs første led hentet fra åen Flenså, men derom er der intetsted omtalt i kilderne. Der findes kun et senere folkesagn, hvor der nævnes en Flensbæk. Lige så vel kan åens navn være afledt af bynavnet, så der er en del usikkerhed